# Arachis duranensis
El sacha maní, Arachis duranensis (sin. Arachis argentinensis, Arachis spegazzinii) es una especie herbácea de Sudamérica, especialmente Argentina, Bolivia y Paraguay. 
Está amenazada por pérdida de hábitat  (enlace roto disponible en Internet Archive; véase el historial, la primera versión y la última).

## Taxonomía
Arachis duranensis fue descrita por Krapov. & W.C.Greg. y publicado en Bonplandia (Corrientes) 8: 120–122, f. 3, en el año 1994.
Citología
Esta especie es citada como fuente de genes 2n=2x=20 cromosomas) en estudios de biología vegetal del maní o cacahuete Arachis hypogaea. Y es probable progenitor de esa especie. 
Sinonimia
- Arachis argentinensis Speg.
- Arachis spegazzinii M.Greg. & W.C.Greg.[2]